# 紀元前196年
紀元前196年（きげんぜん196ねん）は、ローマ暦の年である。ローマ建国紀元558年、ルキウス・フリウス・プルプリオとマルクス・クラウディウス・マルケッルスの年。

## 他の紀年法
- 干支 : 乙巳
- 日本
  - 孝元天皇19年
  - 皇紀465年
- 中国
  - 前漢 : 高祖11年
- 朝鮮
  - 檀紀2138年
- 仏滅紀元 : 349年
- ユダヤ暦 : 3565年 - 3566年

## できごと

### 共和政ローマ
- 両コンスル（執政官）はガリア人と戦い、ボイイ族に勝利したマルケッルスは凱旋式を挙行した[1]。
- エトルリアで奴隷の反乱が起った[1]。
- 護民官ガイウス・リキニウス・ルクッルスが、祝宴を担当する三人官の設置を法整備した[2]。
- プロコンスル（前執政官）のティトゥス・クィンクティウス・フラミニヌスは、10人の補佐を受けてピリッポス5世と和平を結び、コリントスで行われたイストミア大祭で、ギリシア人の自由を宣言した[3]。この行為によって、彼は多くのギリシアの都市で救済者として歓迎され、神と同等の尊敬を与えられた。
- フラミニヌスはスパルタ王ナビスを僭主として非難し、ナビスにアルゴスを明け渡させた。

### アナトリア
- 共和政ローマの学者、作家であるマルクス・テレンティウス・ウァッロによると、この頃エウメネス2世によってペルガモン王国に図書館が作られた。プトレマイオス5世からパピルスを禁輸し、羊皮紙の発明につながった。

### エジプト
- ロゼッタ・ストーンが作られた。これはプトレマイオス朝時代の石碑で、ヒエログリフとデモティックという2種類の古代エジプト文字及び古代ギリシア文字で書かれた。古代ギリシア文字を翻訳することで、碑文はプトレマイオス5世の戴冠式の時の王の命令を記録したものであることが解読された。

### 中国
- 前漢王朝功臣のひとり韓信が謀反を計画するも露見し、蕭何の計略により捕らえられ処刑された。
- 漢の高祖（劉邦）が陸賈を南越国の趙佗の元へ和睦の使者として派遣し、趙佗は南越王として正式に印綬を受け取った。